# Varšavski filmski festival
Varšavski filmski festival je najpomembnejši filmski dogodek v srednji in vzhodni Evropi, ki poteka vsako leto oktobra v Varšavi na Poljskem. Poteka od leta 1985. 
FIAPF ga priznava kot enega od štirinajstih mednarodnih konkurenčnih filmskih festivalov na svetu, med katerimi so Cannes, Berlin, Benetke, Locarno, San Sebastián, Mar del Plata, Karlovi Vari, Montreal, Kairo, Moskva, Tokio in Šanghaj.
Festival je tudi gostitelj Mednarodnega združenje filmskih kritikov.
Tradicija festivala je, da zmagovalne filme, ki pred tem niso imeli poljskega distributerja, prikaže v rednem programu poljskih kinematografov.